# Thranius obliquefasciatus
Thranius obliquefasciatus là một loài bọ cánh cứng trong họ Cerambycidae.